# Goedele Ghijsen
Goedele Ghijsen (Zutendaal, 1 mei 1974) is een Belgisch jeugdauteur.

## Biografie
Ghijsen was bijna 25 jaar leerkracht Nederlands, ze studeerde Jeugdliteratuur aan de Tilburg University en geeft schrijfles aan de academie GA voor Kunst in Genk.  
Ghijsen schreef de boeken Vluchtweg en Onderstroom voor tieners en twee AVI- groeiboeken voor eerste lezers: In het bos, Mijn eerste survival-groeiboek en Sep gaat op reis. 

## Vertalingen
- Vluchtweg werd vertaald naar het Litouws door Biruté Avižinienė voor uitgeverij Terra Publica.

## Bekroningen
- Nominatie van de Leesjury 2022-2023 groep 6 (Vluchtweg)
- White Raven van de Internationale Jugendbibliothek 2022 (Vluchtweg)

- International Standard Name Identifier: 0000 0005 0380 7659